# Referendum o ustavnoj definiciji braka u Švicarskoj
Referendum o ustavnoj definiciji braka održao se u Švicarskoj 28. veljače 2016. godine. Inicijativa je tražila da se u Ustavu brak definira kao zajednica muškarca i žene, čime bi se onemogućio istospolni brak. Birači su s 50,8% glasova protiv odbili takvu ustavnu definiciju braka.

## Povijest
U Švicarskoj su vlasti odlučile poduprijeti narodnu inicijativu “Za brak i obitelj – protiv nepravde prema bračnim parovima” (nje. Für Ehe und Familie – gegen die Heiratsstrafe, tal. Per il matrimonio e la famiglia - No agli svantaggi per le coppie sposate, fra. Pour le couple et la famille – Non à la pénalisation du mariage), inicirana od stranke desnog centra – Demokršćanske narodne stranke (nje. Christlichdemokratische Volkspartei, fra. Parti démocrate-chrétien, tal. Partito Popolare Democratico). Za razliku od Sabora i Vlade u Hrvatskoj, Federalno vijeće i Federalna skupština (izvršno odnosno zakonodavno tijelo) stali su uz inicijativu koja je gotovo identična kao i ona od U ime obitelji. Vlada je listopada 2013. bila podržala prijedlog te inicijative i predložila parlamentu raspisati referendum. Na zahtjev 120.000 građana Federalna skupština Švicarske Konfederacije donijela je 19. lipnja 2015. odluku o održavanju referenduma o ustavnom definiranju braka kao trajne zajednice muškarca i žene te kao ekonomske zajednice koja ne smije biti tretirana nepovoljnije od ostalih načina života. "Za brak i obitelj – protiv nepravde prema bračnim parovima" prikupila je do studenoga 2012. 120.161 potpisa građana za unošenje amandmana u ustav, radi zaštite bračnih parova od višegodišnje ekonomske diskriminacije jer moraju plaćati veći porez od neoženjenih parova i radi ustavne definicije braka kao “trajne zajednice žene i muškarca”. U Federalnoj skupštini za ovu odluku o raspisivanju referenduma glasovalo je 25 zastupnika Vijeća država (Ständerat), gornjeg doma parlamenta, a 20 protiv, te 107 zastupnika Nacionalnog vijeća (Nationalrat), donjeg doma, a 85 protiv.
Prema rezultatima ankete gfs.bern instituta za društvena istraživanja, dvije trećine švicarskih građana (67%) podupire referendum o ustavnoj definiciji braka.
Da bi referendum bio obvezujući, opciju "za" mora zaokružiti više od polovice od 5,6 milijuna švicarskih birača. Pored toga više od 50 posto od 26 kantona mora biti "za". Budući da zbog povijesnih okolnosti kod 6 kantona referendumski glas vrijedi polovično, ukupno je "23 kantona". Kantonski glas "za" ili "protiv" računa se ovisno je li većina birača u tom kantonu glasovala za ili protiv.

## Rezultati
Ponderirano kantonsko glasovanje omogućilo je da premda je 18 od 26 kantona glasovalo za ustavnu definiciju braka kao trajne zajednice muškarca i žene, prijedlog nije prošao. Tako je 8 kantona nametnulo volju preostalim kantonima, njima preostalim 18. Ukupan broj birača koji je glasovao "za" bio je 1 609 238, "protiv" 1 664 217. Izlaznost je bila 61,8%. Tako je presudilo 1,6% glasova, njih 54 983, koncentrirano u manjem dijelu Švicarske. Na istom referendumu glasovalo se i o automatskom izgonu inozemnih kriminalaca (41,8% za: 58,2% protiv), zaustavljanju i zabrani špekulacije hranom (39,8% za: 60,2% protiv) te o bušenju drugog cestovnog tunela kroz Sv. Gotthard (57% za: 43% protiv).
Rezultati prema kantonima: Mjereno prema okruzima, biračka potpora definiranja braka kao zajednice muškarca i žene bila je još veća, prevagu su napravili veliki gradovi pa je tako volja birača grupiranih na malom prostoru nametnula volju biračima većini cijele preostale Švicarske.
| Kanton                 | Glasova ZA | Glasova ZA % | Glasova PROTIV | Glasova PROTIV% |
| ---------------------- | ---------- | ------------ | -------------- | --------------- |
| Zürich                 |            | 43,5         |                |                 |
| Bern                   |            | 46,2         |                |                 |
| Luzern                 |            | 50,8         |                |                 |
| Uri                    |            | 50,9         |                |                 |
| Schwyz                 |            | 54,5         |                |                 |
| Obwalden               |            | 54,7         |                |                 |
| Nidwalden              |            | 54,6         |                |                 |
| Glarus                 |            | 51,7         |                |                 |
| Zug                    |            | 51,6         |                |                 |
| Fribourg               |            | 53,6         |                |                 |
| Solothurn              |            | 51,7         |                |                 |
| Basel-Stadt            |            | 39,5         |                |                 |
| Basel-Landschaft       |            | 49,4         |                |                 |
| Schaffhausen           |            | 51,3         |                |                 |
| Appenzell Ausserrhoden |            | 49,5         |                |                 |
| Appenzell Innerrhoden  |            | 55,6         |                |                 |
| St. Gallen             |            | 53,0         |                |                 |
| Graubünden             |            | 49,4         |                |                 |
| Aargau                 |            | 52,8         |                |                 |
| Thurgau                |            | 54,0         |                |                 |
| Ticino                 |            | 54,7         |                |                 |
| Vaud                   |            | 45,7         |                |                 |
| Valais                 |            | 57,0         |                |                 |
| Neuchâtel              |            | 51,9         |                |                 |
| Ženeva                 |            | 46,7         |                |                 |
| Jura                   |            | 60,1         |                |                 |